# 臨時澳門市政局

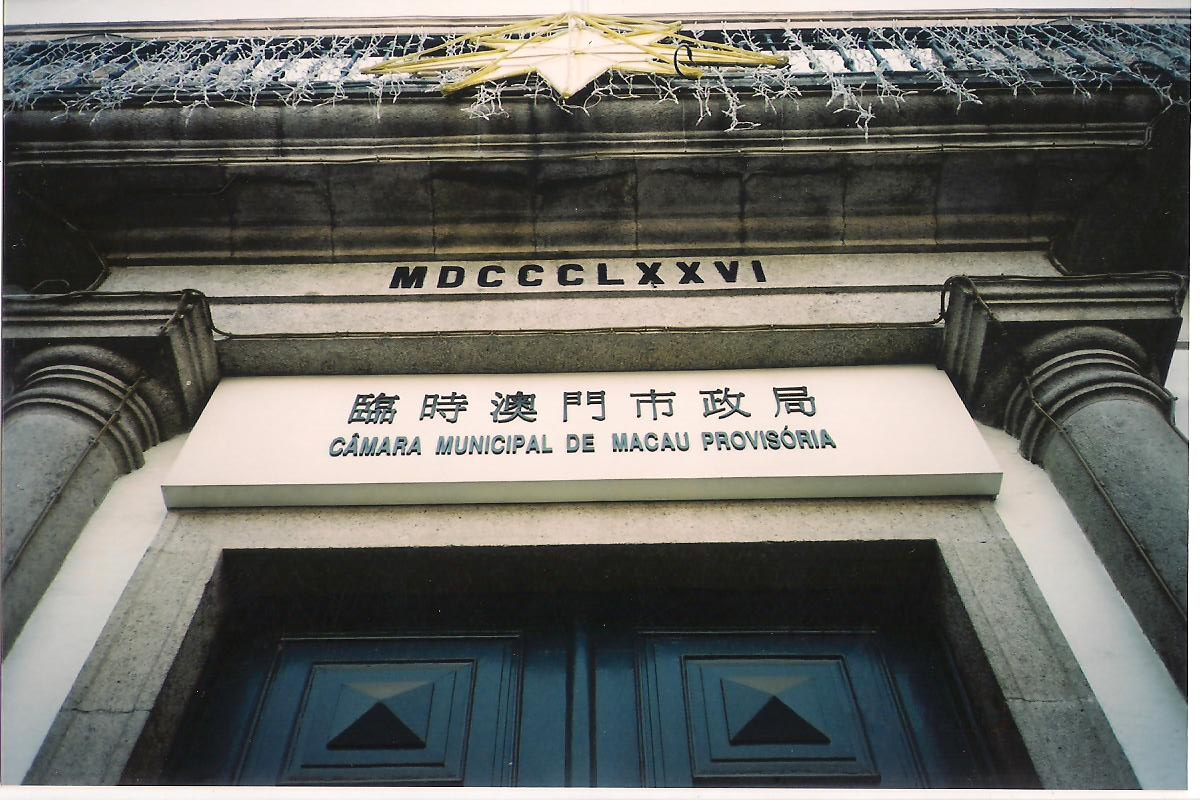
昔日的臨時澳門市政局，現今的市政署大樓

臨時澳門市政局（葡萄牙語：Câmara Municipal de Macau Provisória，縮寫 CMMP），為澳門特別行政區政府成立後行使澳門市政區行政權力的臨時市政機構，大致上行使澳葡政府時期澳門市政廳具有政權性質以外的其他的權限。
該局於2002年1月1日被撤銷，由與市政機構並無聯繫的民政總署（已改名為市政署）所取代。
1. ↑  . bo.io.gov.mo.   [2021-05-09]. （原始内容存档于2021-04-22）.